# Welf, conde de Altdorf
Welf I (o Hwelf, c. 776 – c. 825) es el primer antepasado documentado de la Casa antigua de Güelf. Es mencionado como conde (comes) en el territorio franco de Altdorf en Alamannia. Era hijo de Rothard de Argengau y nieto de Hardrad.

## Biografía
Welf pertenecía a una distinguida dinastía de nobles franconios y sólo se le menciona con motivo de la boda de su hija Judit con el emperador Ludovico Pío en el año 819 en Aquisgrán. Su hijo Conrado apareció más tarde como dux (duque) en Alamannia, llegando a alcanzar una posición fuerte en Alta Suabia, posiblemente herencia de su madre Hedwig.
Cuando el emperador eligió a su hija Judit como segunda esposa tras la muerte de su consorte Ermengarda de Hesbaye, la familia de Welf ascendió socialmente. Pese a que el propio Welf nunca llegó a ser un personaje destacado, su familia enlazó con la dinastía carolingia .

## Matrimonio y descendencia
Welf se casó con Hedwig (Heilwig),  hija del conde sajón Isambart; Hedwig llegaría a ser más tarde abadesa de Chelles. Tuvieron la siguiente descendencia:
- Judit de Baviera (c. 797); esposa de Ludovico Pío, [1] rey de los francos y coemperador con su padre, Carlomagno.
- Conrado (c. 800), conde de Auxerre;[1] antepasado de los reyes güelfos de Borgoña.
- Rodolfo (c. 802),[1] conde de Ponthieu .
- Emma (c. 803); esposa de Luis el Germánico, [1] rey de Francia Oriental e hijo de Ludovico Pío.